# إريك أوسكار هانسن
إريك أوسكار هانسن (27 مايو 1889 - 18 مارس 1967) كان جنرالًا ألمانيًا في الفيرماخت خلال الحرب العالمية الثانية. حصل على وسام الفارس الصليبي الحديدي لألمانيا النازية.

## سيرة شخصية
ولد في هامبورغ، وخدم في جيش القيصرية الألمانية عام 1907.

## روابط خارجية
- إريك أوسكار هانسن على موقع مونزينجر (الألمانية)